# Contea di Wangjiang
La contea di Wangjiang (望江县S) è una contea della Cina, situata nella provincia dell'Anhui.